# Кососиметрична матриця
Косо-симетричною (чи антисиметричною) називають квадратну матрицю, елементи якої симетричні зі знаком мінус щодо головної діагоналі, тобто:
{\displaystyle \forall i,j:\;\;a_{ij}=-a_{ji}.}
Тобто:
{\displaystyle \ A^{T}=-A.}
Поняття розглядають переважно для матриць над кільцем характеристика якого не є рівною 2. Якщо характеристика є рівною 2, то кососиметричні матриці у попередньому означенні є еквівалентними симетричним. Іноді у цьому випадку додатково вимагається умова щоб усі елементи на діагоналі були рівні 0.

## Приклади
Прикладами кососиметричних матриць є
- {\displaystyle A={\begin{pmatrix}0&2&-1\\-2&0&-4\\1&4&0\end{pmatrix}},\ } адже {\displaystyle \ A^{T}={\begin{pmatrix}0&-2&1\\2&0&4\\-1&-4&0\end{pmatrix}}=-A.}
- {\displaystyle A={\begin{pmatrix}0&7&23\\-7&0&-4\\-23&4&0\end{pmatrix}}\ } оскільки {\displaystyle A^{T}={\begin{pmatrix}0&-7&-23\\7&0&4\\23&-4&0\end{pmatrix}}=-A}.

## Властивості
- Сума двох кососиметричних матриць і добуток кососиметричної матриці на скаляр є кососиметричними матрицями. Тобто кососиметричні матриці утворюють лінійний підпростір простору квадратних матриць заданого порядку. Розмірність цього підпростору є рівною {\textstyle {\frac {1}{2}}n(n-1).}
- Будь-яка квадратна матриця може в єдиний спосіб бути записаною як сума кососиметричної і симетричної матриць. А саме, якщо {\textstyle A\in {\mbox{Mat}}_{n}} то можна записати:

{\displaystyle A={\frac {1}{2}}\left(A-A^{\mathsf {T}}\right)+{\frac {1}{2}}\left(A+A^{\mathsf {T}}\right),}
де перший доданок є кососиметричною матрицею, а другий — симетричною.
- Для визначника кососиметричної матриці виконується рівність:

{\displaystyle \det \left(A^{\textsf {T}}\right)=\det(-A)=(-1)^{n}\det(A).}
Як наслідок визначник кососиметричної матриці (характеристика елементів якої не є рівною 2) завжди є рівним 0.
- Якщо до всіх елементів матриці додати однаковий елемент, то визначник одержаної матриці буде рівним визначнику самої матриці. Тобто, якщо A є кососиметричною матрицею і E — квадратною матрицею того ж порядку усі елементи якої рівні 1, то для будь-якого x виконується рівність {\displaystyle \det(A+xE)=\det A.}
- Ранг кососиметричної матриці завжди парний.
- Визначник кососиметричної матриці парного порядку, як многочлен від її елементів є рівний квадрату многочлена який називається пфаффіаном матриці:

{\displaystyle \det {(A)}=\operatorname {Pf} (A)^{2}.}

### Матриці з дійсними елементами
- Власні значення кососиметричної матриці із дійсними числами є уявними числами і для кожного такого власного значення його комплексне спряжене теж є власним значенням.
- Квадрат дійсної кососиметричної матриці є симетричною напіввід'ємно визначеною матрицею.
- Дійсна кососиметрична матриця є нормальною, а тому вона є діагоналізомною над полем комплексних чисел і більш того можна записати {\displaystyle A=U\Lambda U^{*},\ } де U є унітарною матрицею, а {\displaystyle \Lambda } — діагональною.
- Над полем дійсних чисел можна натомість записати: {\displaystyle A=Q\Sigma Q^{\textsf {T}}} де {\displaystyle Q} є дійсною ортогональною матрицею, а {\displaystyle \Sigma } має вигляд:

{\displaystyle \Sigma ={\begin{bmatrix}{\begin{matrix}0&\lambda _{1}\\-\lambda _{1}&0\end{matrix}}&0&\cdots &0\\0&{\begin{matrix}0&\lambda _{2}\\-\lambda _{2}&0\end{matrix}}&&0\\\vdots &&\ddots &\vdots \\0&0&\cdots &{\begin{matrix}0&\lambda _{r}\\-\lambda _{r}&0\end{matrix}}\\&&&&{\begin{matrix}0\\&\ddots \\&&0\end{matrix}}\end{bmatrix}}}

## Дивись також
- Антисиметричний тензор
- Ермітова матриця
- Косоермітова матриця
- Пфаффіан
- Симетрична матриця
- Теорія матриць